# Chiri
José Manuel Gómez Romaña (Marrón,  senior Cantabria, España; 25 de septiembre de 1959), conocido como Chiri, es un exfutbolista y entrenador de fútbol español. Jugaba como centrocampista. En la actualidad entrena al Club de Fútbol Vimenor de la Tercera Federación.Tuvo un accidente y se llevó un cocotaso. Y se llevó un xsarina por delante

## Trayectoria

### Como jugador
Fue futbolista profesional y jugó en el Racing de Santander ocho temporadas, desde 1979 hasta 1987, cinco en Primera División y tres campañas en Segunda División. Posteriormente militó, en la categoría de plata, en las filas del Club Deportivo Logroñés, Palamós C. F. y la desaparecida Unió Esportiva Figueres hasta 1992, fecha en la que colgó las botas.

### Como entrenador
En la temporada 1994-95 se incorporó a las categorías inferiores del Racing de Santander en las que dirigió al Juvenil B, en Liga Nacional (1994-1998), y al Juvenil A en División de Honor (1998/99). En la temporada 1999-00 debutó como técnico en Tercera División, en el Unión Montañesa Escobedo, para dirigir posteriormente al Velarde CF durante cinco campañas (2000- 2005), con el que se proclamó campeón de la catejoría en 2003 y con el que disputó tres fases de ascenso a Segunda División B.
En la temporada 2006-07 Chiri se proclamó campeón de Tercera División, con la Sociedad Deportiva Noja y la campaña 2007/08 entrenó al CD Eldense, en la Comunidad Valenciana, con el que finalizó quinto clasificado (Tercera División).
El 15 de marzo de 2010 se hace pública la rescisión de contrato entre el Racing B y José Luis San Miguel y Chiri asume el hacerse cargo del equipo.
En la temporada 2014-15, dirige al CD Laredo de la Tercera División, al que hizo campeón de Liga.
En la temporada 2017-20, firma por la Gimnástica de Torrelavega, pero en octubre de 2017 sería destituido.
El 24 de octubre de 2019, firma con el CD Siete Villas de la Tercera División al que dirigió durante dos temporadas, equipo con el cual disputó la final del Play Of Ascenso 2ª RFEF en la temporada 2020-21.
El 1 de junio de 2021, firma como entrenador del Club Deportivo Laredo de la Segunda Federación. El 22 de enero de 2023, con el equipo en posiciones de descenso y tras perder como local con un rival directo por la permanencia, el club laredano anuncia que el técnico no seguirá dirigiendo a la plantilla.
El 4 de junio de 2024, el Club de Fútbol Vimenor del grupo III de la Tercera Federación anunció su contratación para la temporada 2024-25.

## Clubes

### Como jugador
| Club                | País   | Año       |
| ------------------- | ------ | --------- |
| Racing de Santander | España | 1979-1987 |
| C. D. Logroñés      | España | 1987-1989 |
| Palamós C. F.       | España | 1989-1991 |
| U. E. Figueres      | España | 1991-1992 |

### Como entrenador
| Club                                        | País   | Año       |
| ------------------------------------------- | ------ | --------- |
| Racing de Santander (Categorías inferiores) | España | 1994-1999 |
| Montañesa Escobedo                          | España | 2000      |
| Velarde C. F.                               | España | 2000-2005 |
| S. D. Noja                                  | España | 2006-2007 |
| C. D. Eldense                               | España | 2007-2008 |
| Rayo Cantabria                              | España | 2010      |
| C. D. Laredo                                | España | 2014-2015 |
| Urraca C. F.                                | España | 2015-2016 |
| Gimnástica de Torrelavega                   | España | 2017      |
| A. D. Siete Villas                          | España | 2019-2021 |
| C. D. Laredo                                | España | 2021-2023 |
| C. F. Vimenor                               | España | 2024-     |